# Psychiker (Antike)
Als Psychiker bezeichnete man gemäß der Lehre der Gnosis – vorzüglich der Valentinianer – einen Angehörigen der mittleren Menschenklasse, der zwar zu Glauben und sittlicher Einsicht, aber nicht zur Erkenntnis Gottes fähig ist.
Die Bezeichnung ist abgeleitet von altgriechisch ψυχικὀς psychikos. Spätgriechisch (d. h. bei Aristoteles und Schriftstellern nach 320 v. Chr.) hatte dieses Adjektiv die Bedeutung „zur Seele, zum Leben gehörig“, „seelisch“, „geistig“. Spätgriechisch und im  Neuen Testament bedeutet psychikos „dem irdischen Leben angehörig“, „irdisch“, „sinnlich“; dieser letzteren Bedeutung entspricht auch die Bezeichnung Psychiker.